# دانييلا تولوزا
دانييلا تولوزا روشا (من مواليد 10 مايو 1994) عارضة ومصممة أزياء وحاملة لقب ملكة جمال كولومبية والتي توجت بمسابقة ملكة جمال الكون كولومبيا 2024، تعتبر أول متسابقة من فالي تتوج بمسابقة ملكة جمال الكون كولومبيا. في مركز بويرتا دي أورو للمناسبات الكاريبية في 02 يونيو 2024. من قبل ملكة الجمال السابقة كاميلا أفيلا، في التحديات التمهيدية في بارانكويلا، فازت تولوزا بثلاث جوائز: ملكة جمال فورما تو كويربو، وميجور روسترو، وملكة جمال بولوفا تايم، من المقرر أن تمثل بلدها في مسابقة ملكة جمال الكون 2024. التي ستقام في المكسيك.

## نشأته
ولدت دانييلا تولوزا في كالي، فالي ديل كاوكا، كولومبيا عام 1994. خلال طفولتها وشبابها، كان عليها أن تواجه عملية صعبة لتحسين الذات بعد أن وصل وزنها إلى 106 كجم، بعد أن فقدت والدها خلال الصراع الكولومبي. عندما كان عمرها 10 سنوات.

## مسابقات الجمال و التتويج

### ملكة جمال الكون فالي 2024
في 13 أبريل 2024، توجت تولوزا بلقب ملكة جمال الكون فالي 2024 لتمثل قسمها في مسابقة ملكة جمال الكون كولومبيا الوطنية.

### ملكة جمال الكون كولومبيا 2024
فازت تولوزا بلقب ملكة جمال الكون كولومبيا 2024، في مركز أحداث منطقة البحر الكاريبي بويرتا دي أورو، في 2 يونيو 2024. وتوجت على يد سلفها كاميلا أفيلا.

### ملكة جمال الكون 2024
تمثل تولوزا كولومبيا في مسابقة ملكة جمال الكون 2024 في المكسيك.
| الجوائز و الإنجازات                  | الجوائز و الإنجازات           | الجوائز و الإنجازات |
| ------------------------------------ | ----------------------------- | ------------------- |
| سبقه كاميلا أفيلا كازاناري           | ملكة جمال الكون كولومبيا 2024 | تبعه يحدد لاحقاً     |
| سبقه فالنتينا كاردونا فالي ديل كاوكا | ملكة جمال الكون فالي 2024     | تبعه يحدد لاحقاً     |